# Траскъу
Траскъу (на румънски: Munţii Trascăului; на унгарски: Torockói-hegység) е планина, част от веригата на Западнорумънските планини (Апусени), която е границата им с Южните Карпати в Румъния. Планината Траскъу се пресича от река Ариеш, около която се образува живописна речна долина. Най-високата точка е връх Дъмбъу (1369 м)

## Върхове
- Дъмбъу (1369 м)
- Уджерулуй (1285 м)
- Ардашкея (1250 м)
- Пятра Чеций (1233 м)
- Мъгулича (1128 м)
- Пятра Секуюлуй (1128 м)
- Пятра Крайвей (1078 м)